# Cieplan
La Corporación de Estudios para Latinoamérica (CIEPLAN), es una institución académica cuyo objetivo es el estudio de las políticas públicas y la economía política, en una perspectiva comparativa en las áreas del desarrollo y la democracia, en Chile y América Latina. Tiene la forma de una persona jurídica de derecho privado que no persigue fines de lucro, siendo una de las principales instituciones de pensamiento que ha tenido Chile en las últimas tres décadas.  

## Historia

### Antecedentes
Cieplan tiene su primer antecedente en el Centro de Estudios de Planificación Nacional (CEPLAN), fundado por Alejandro Foxley en 1971 al alero de la Pontificia Universidad Católica de Chile, por encargo de Fernando Castillo Velasco, en el marco de la reforma universitaria de dicha institución. En ese momento se planteó como un espacio interdisciplinario para reflexionar, de forma pluralista, en torno a desafíos de investigación económica y social en discusión durante esa época. En particular, durante este periodo se orientó a investigar en torno al socialismo de autogestión y publicó su primer libro "Chile, búsqueda de un nuevo socialismo". No obstante, poco después los académicos de CEPLAN comienzan a orientarse como críticos de las acciones más radicales del gobierno de la Unidad Popular.

### Fundación de Cieplan
Luego del golpe de Estado de 1973 CEPLAN pierde aparte de sus académicos producto de la intervención militar de la universidad, y se reorienta bajo el nombre de Centro Independiente de Estudios de Planificación Nacional, adquiriendo su sigla actual. Finalmente, en 1976 se desvincula de la institución universitaria, reformulándose bajo la figura de Corporación de Investigaciones Económicas para Latinoamérica.
Luego de su separación de la Universidad Católica, Cieplan se convirtió en un espacio de reflexión intelectual de abierta oposición frente a las políticas económicas de la dictadura de Augusto Pinochet durante los años 80'. Durante este periodo su pensamiento fue ampliamente seguido por el mundo económico, el cual era difundido a través de la Revista Estudios CIEPLAN, la que fue una de las tres revistas académicas más leídas en América Latina, reconocida es su calidad técnica y reconocimiento internacional. Las temáticas abordadas en sus ediciones se orientaban al desarrollo de Chile, la pobreza, un análisis de las políticas neoliberales implementadas por la dictadura y a la economía centralizada. Por este motivo, a finales de la dictadura militar, desarrolló las bases del programa económico del primer gobierno de la Concertación, y fue semillero de numerosas autoridades de los posteriores gobiernos democráticos, especialmente en las áreas de manejo macroeconómico y fiscal.

## Incidencia

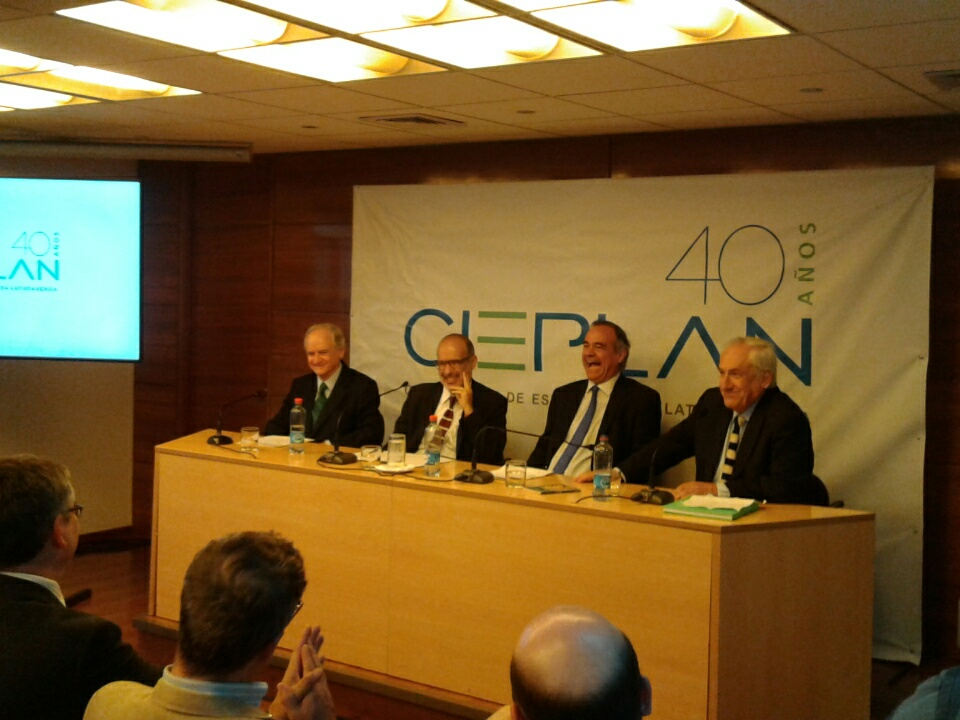
Alejandro Foxley, Rodrigo Valdés, Ignacio Walker y Pablo Piñera en el seminario conmemorativo de los 40 años de Cieplan.

Por sus dependencias, principalmente de la vieja casona de avenida Colón en Las Condes, pasaron parte importante de los cuadros técnicos que ha tenido la Concertación, así como académicos de renombre. La lista la encabeza Alejandro Foxley, y es seguida por Crisóstomo Pizarro, José Pablo Arellano, René Cortázar, Ricardo Ffrench-Davis, Ignacio Walker, Patricio Meller, Joaquín Vial, Manuel Marfán Lewis, José De Gregorio, Pablo González Soto, Raúl Labán, Estebán Jadresic, Nicolás Flaño, Dagmar Raczynski, Oscar Múñoz, Cornelio González, Edgardo Boeninger, Mario Marcel, entre otros.

Tras 36 años, Cieplan incorporó como socios al Instituto Fernando Henrique Cardoso de Brasil, la Fundación Carolina de España y la Universidad de Notre Dame, en lo que es su trabajo enfocado a identificar los desafíos de América Latina.
En este desarrollo colaboran financieramente el Banco Interamericano de Desarrollo (BID), la Agencia Española de Cooperación Internacional (AECI), el Programa de las Naciones Unidas para el Desarrollo (PNUD), la Unión Europea y la eventual participación de la Corporación Andina de Fomento (CAF).
Cieplan se ubica en el séptimo lugar en América del Sur y Centroamérica en el ranking que Foreign Policy Research Institute, de Pensilvania, elabora entre los think tanks más influyentes.
CIEPLAN mantiene una alianza estratégica con la Universidad de Talca en el “Programa de Investigación e Innovación Social CIEPLAN-UTALCA”, centrada en la investigación, análisis, debate y difusión de temas relevantes en Chile y Latinoamérica. 

## Publicaciones
- Twenty Years of Social Policies, Chile 1990–2009. Equity and sustainable growth. José Pablo Arellano, World Bank, 2013.
- Desafíos Post Crisis de América Latina, Alejandro Foxley, Augusto De La Torre, Patricio Meller, Rodrigo Moser, Pedro Da Motta Veiga, Sandra Polonia Ríos, Lucio Castro, Cieplan, 2013.
- La Trampa del Ingreso Medio. El Desafío de esta Década para América Latina, Alejandro Foxley,  Cieplan, 2012.
- Tributación para el Desarrollo. José Pablo Arellano, Vittorio Corbo, Michel Jorratt, José Yáñez, Claudio Agostini, Cieplan - CEP Chile, 2013.
- Democracia CON Partidos, Autores: Arturo Valenzuela, Richard Katz, Juan Pablo Luna, Fernando Rosenblatt, Claudio Agostini, Salvador Valdés Prieto, Editores: Francisco Díaz y Lucas Sierra, Cieplan, 2012.
- Violencia y Cohesión Social en América Latina,  Lucía Dammert, Isaac De León Beltrán, Elkin Velásquez, Dante Contreras, Claudia Serrano, Cieplan, 2012, Editores: Patricio Meller y Francisco J. Díaz.
- Veinte Años de Políticas Sociales. Chile 1990-2009, José Pablo Arellano, Cieplan, 2012.
- La Asignatura Pendiente, Claves para la Revalidación de la Educación Pública de Gestión Local en Chile, Dagmar Raczynski, Mario Marcel, UQBAR, 2009.
- Las Políticas Educativas y la Cohesión Social en América Latina, Jason Beech, Cristián Cox, Luis Crouch, Andrés Delich, Renato Gazmuri, Amber Gove, Martin Gustafsson, Silvina Gvirtz, Gustavo Iaies, Robinson Lira Castro, Denise Vaillant, Rose Neubauer, Simon Schwartzman, Ghisleine Trigo de Silveira, Gilbert Valverde, Donald Winkler, UQBAR, 2009.
- Chile en la encrucijada: claves para un camino real y posible, Alejandro Foxley, Grijalbo Mondadori, 2001.
- A Medio Camino: Desafíos de la democracia y del desarrollo en América Latina, Alejandro Foxley y Fernando H. Cardoso)UQBAR, 2009,
- Economía política de la transición, Alejandro Foxley, Dolmen, 1993.
- Chile y su futuro: un país posible, Alejandro Foxley, Cieplan, 1987.
- Para una democracia estable: economía y política, Alejandro Foxley, Aconcagua - Cieplan, 1985.
- Reconstrucción económica para la democracia, Alejandro Foxley, Andrés Solimano, José Pablo Arellano, Patricio Meller, Oscar Muñoz, Ricardo Ffrench-Davis, Aconcagua, 1983.
- Las desigualdades económicas y la acción del Estado, Alejandro Foxley, Fondo de Cultura Económica, 1980, (Autor junto a Eduardo Aninat y José Pablo Arellano)
- Los actores de la realidad chilena, Editorial del Pacífico, Alejandro Foxley, 1974 (como editor, con Ramón Downey).
- Distribución del ingreso, México, Fondo de Cultura Económica, (Alejandro Foxley como compilador), 1974 .
- Chile: búsqueda de un nuevo socialismo, Alejandro Foxley, Nueva Universidad, 1971.